# Bolitoglossa la
Espèce
Bolitoglossa la est une espèce d'urodèles de la famille des Plethodontidae.

## Répartition
Cette espèce est endémique du département du Quiché au Guatemala. Elle se rencontre de 2 100 à 2 390 m d'altitude dans la Sierra Madre de Chiapas.

## Description
La femelle holotype mesure 100,4 mm dont 42,9 mm pour la queue et les 20 spécimens observés lors de la description originale mesurent en moyenne 78,02 mm dont 32,81 mm pour la queue.

## Étymologie
Le nom la est en langue Quiché le nom d'une plante qui a donné son nom à la ville de Chichicastenango.

## Publication originale
- Campbell, Smith, Streicher, Acevedo & Brodie, 2010 : New salamanders (Caudata: Plethodontidae) from Guatemala, with miscellaneous notes on known species. Miscellaneous Publications, Museum of Zoology University of Michigan, no 200, p. 1-66.